# Chrysoprasis tobiuna
Chrysoprasis tobiuna là một loài bọ cánh cứng trong họ Cerambycidae.